# Фиолетовая линия (метрополитен Лос-Анджелеса)
Фиолетовая линия (англ. Purple Line) — одна из 6 линий метрополитена Лос-Анджелеса, соединяющая центр Лос-Анжелеса и Корейский квартал. Её длина — 10,3 км.
Фиолетовая линия — вторая линия метро в Лос-Анджелесе. Идёт из центра города на запад к корейским районам, заканчиваясь за два с половиной километра до смоляных ям Ла-Бреа. Это самая маленькая линия метро в Лос-Анджелесе, состоящая всего из восьми станций. Более того, Фиолетовая Линия по большей части дублирует центральный отрезок Красной Линии, и лишь две станции на бульваре Уилшир играют уникальную транспортную роль.

## История
Изначально Фиолетовая линия проектировалась как ответвление Красной Линии. Фиолетовая линия была открыта в 1996 году, и её планировалось продлить в Вестсайд, но первый план продления провалился. Изначально она позиционировалась как вторая ветка Красной линии, но в 2006 году она была переименована в Фиолетовую линию, чтобы отличать её от другой части Красной линии, идущей в Голливуд.

## Карта и станции
8 станций:
| Русское название | Английское название     | Пересадки                   | Дата открытия  |
| ---------------- | ----------------------- | --------------------------- | -------------- |
|                  | Wilshire/Western        |                             | 13 июля 1996   |
|                  | Wilshire/Normandie      |                             | 13 июля 1996   |
|                  | Wilshire/Vermont        | Красная линия               | 13 июля 1996   |
|                  | Westlake/MacArthur Park | Красная линия               | 30 января 1993 |
|                  | 7th Street              | Красная линия               | 30 января 1993 |
|                  | Pershing Square         | Красная линия               | 30 января 1993 |
|                  | Civic Center/Grand Park | Красная линия               | 30 января 1993 |
|                  | Union Station           | Красная линия Золотая линия | 30 января 1993 |

## Будущее
В настоящий момент строится 3 новые станции под Бульваром Уилшир. Также планируется ещё 4 станции, одна из которых будет находиться в Century City, а конечная будет находиться в Западном Лос-Анджелесе. Планируется построить все новые станции до 2035 года.

## Галерея

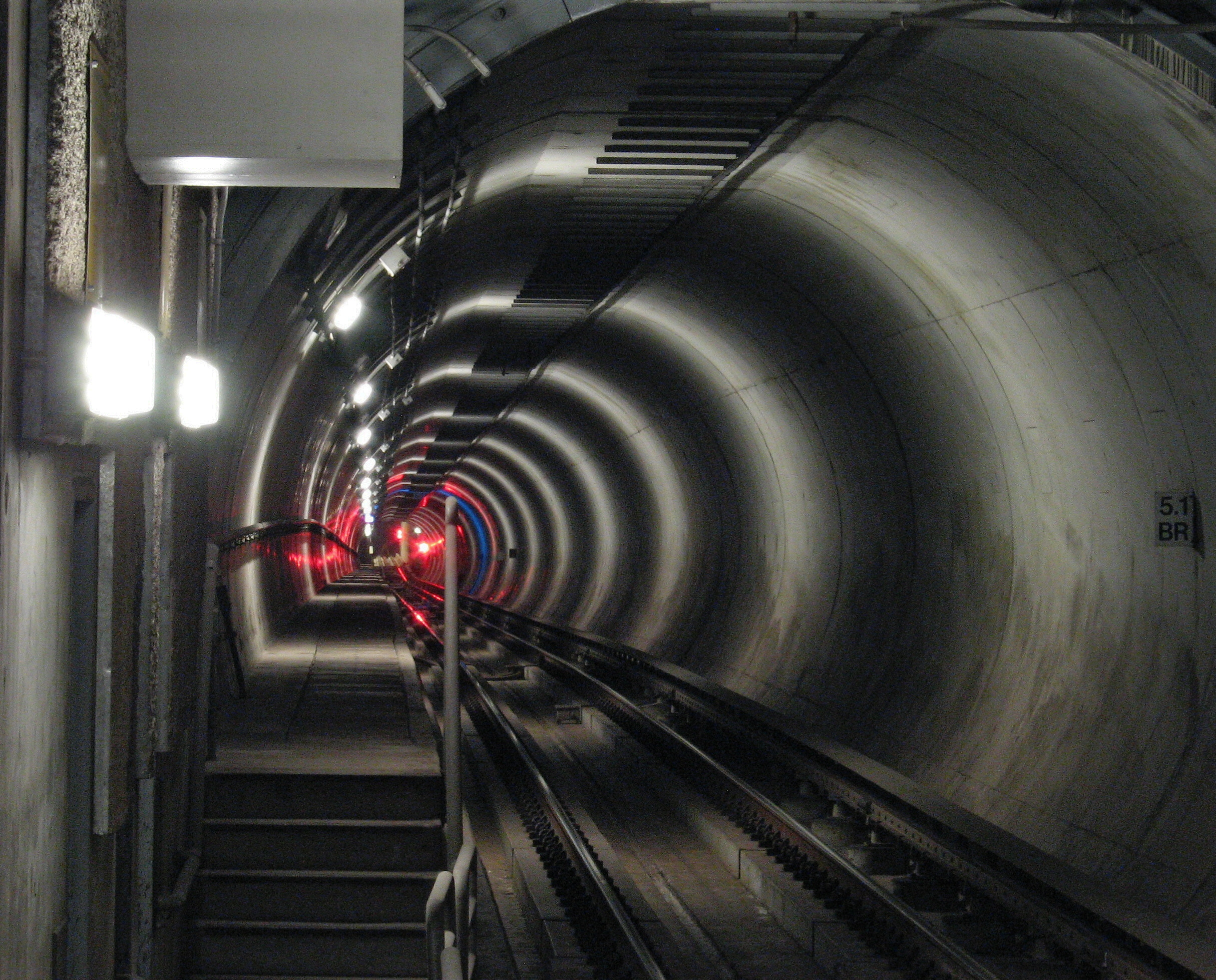
Tуннeль Фиолетовой линии
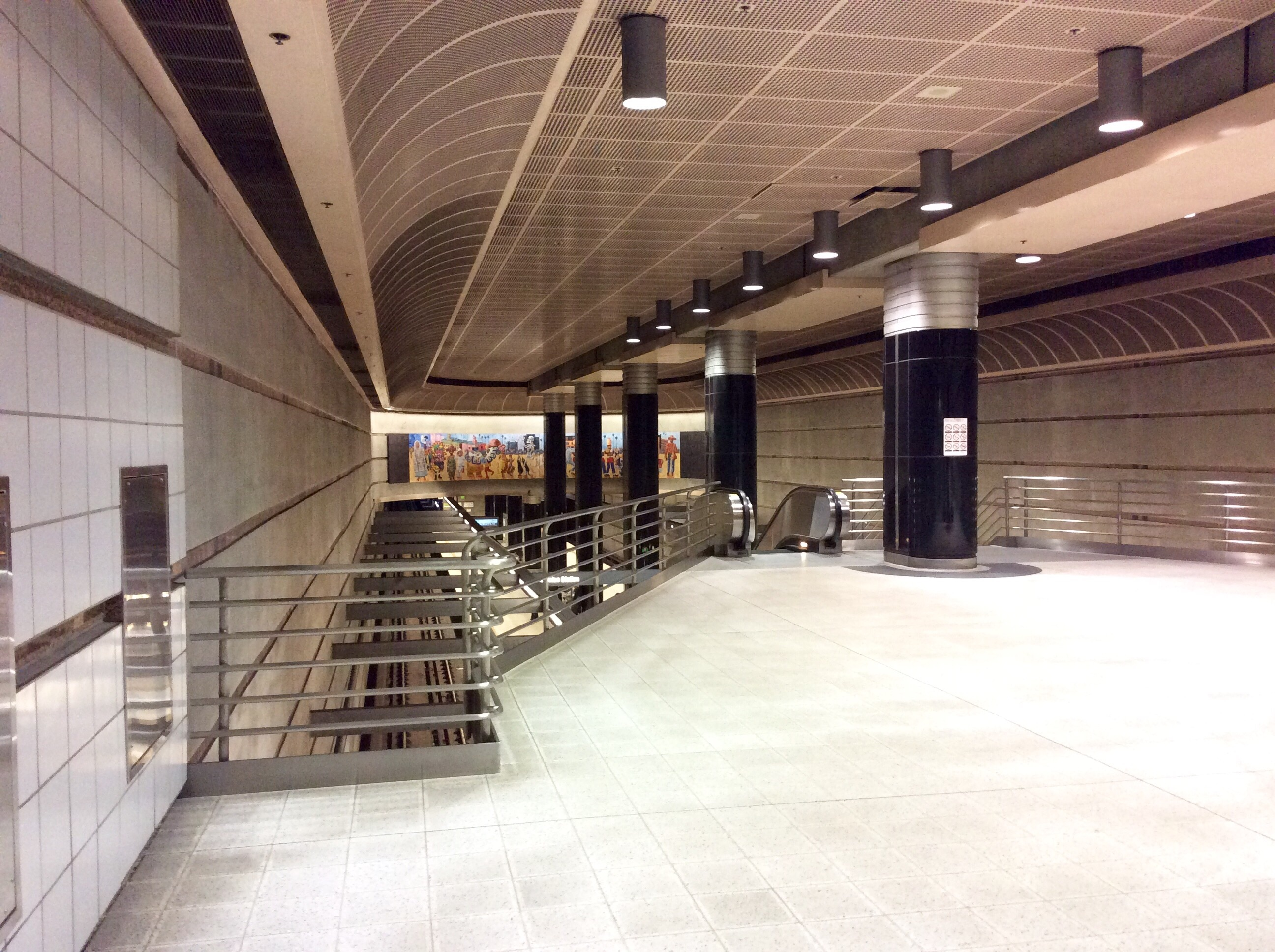
Станция «Уилшир/Нормандия»
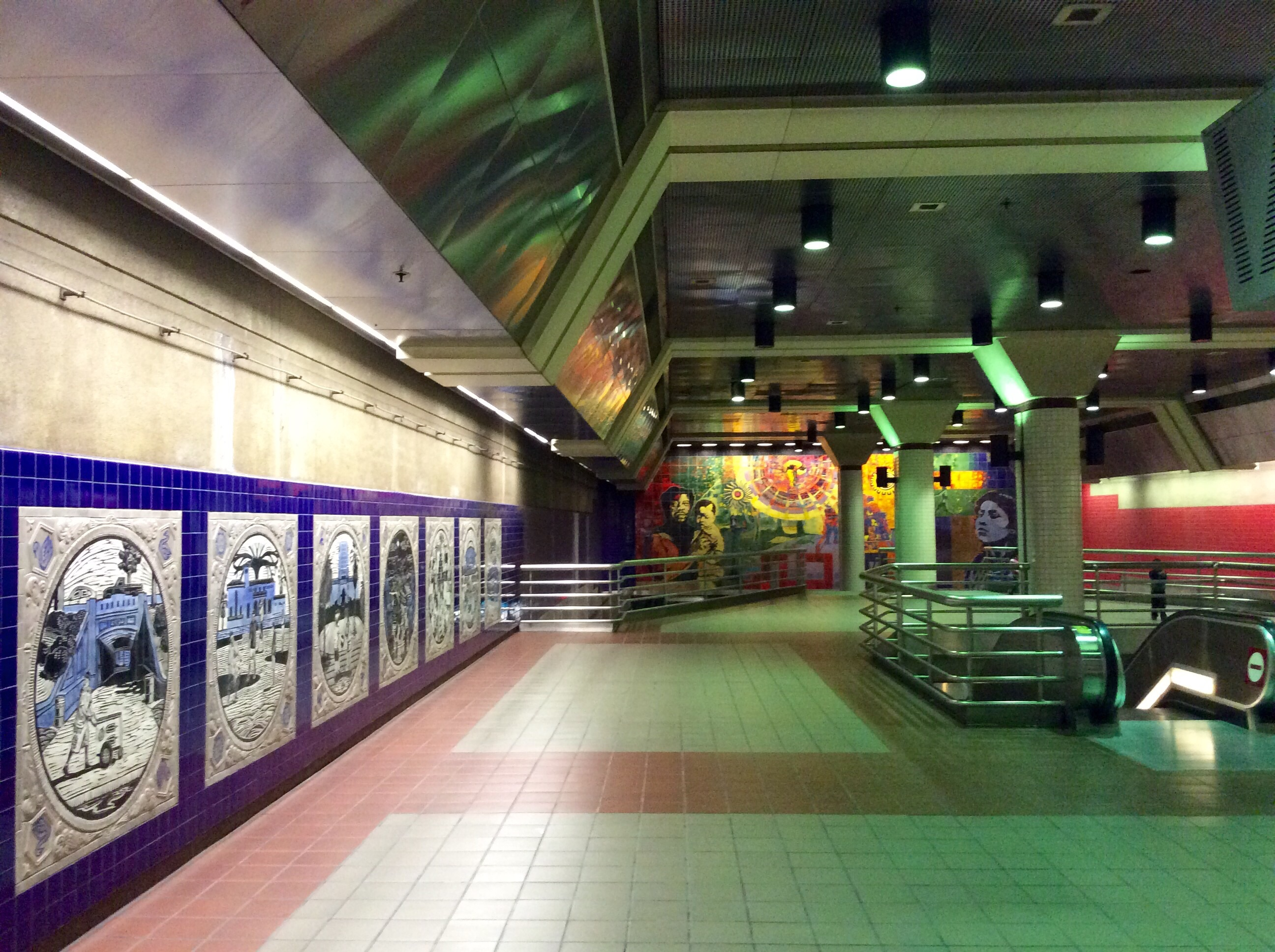
Станция Westlake-MacArthur Park
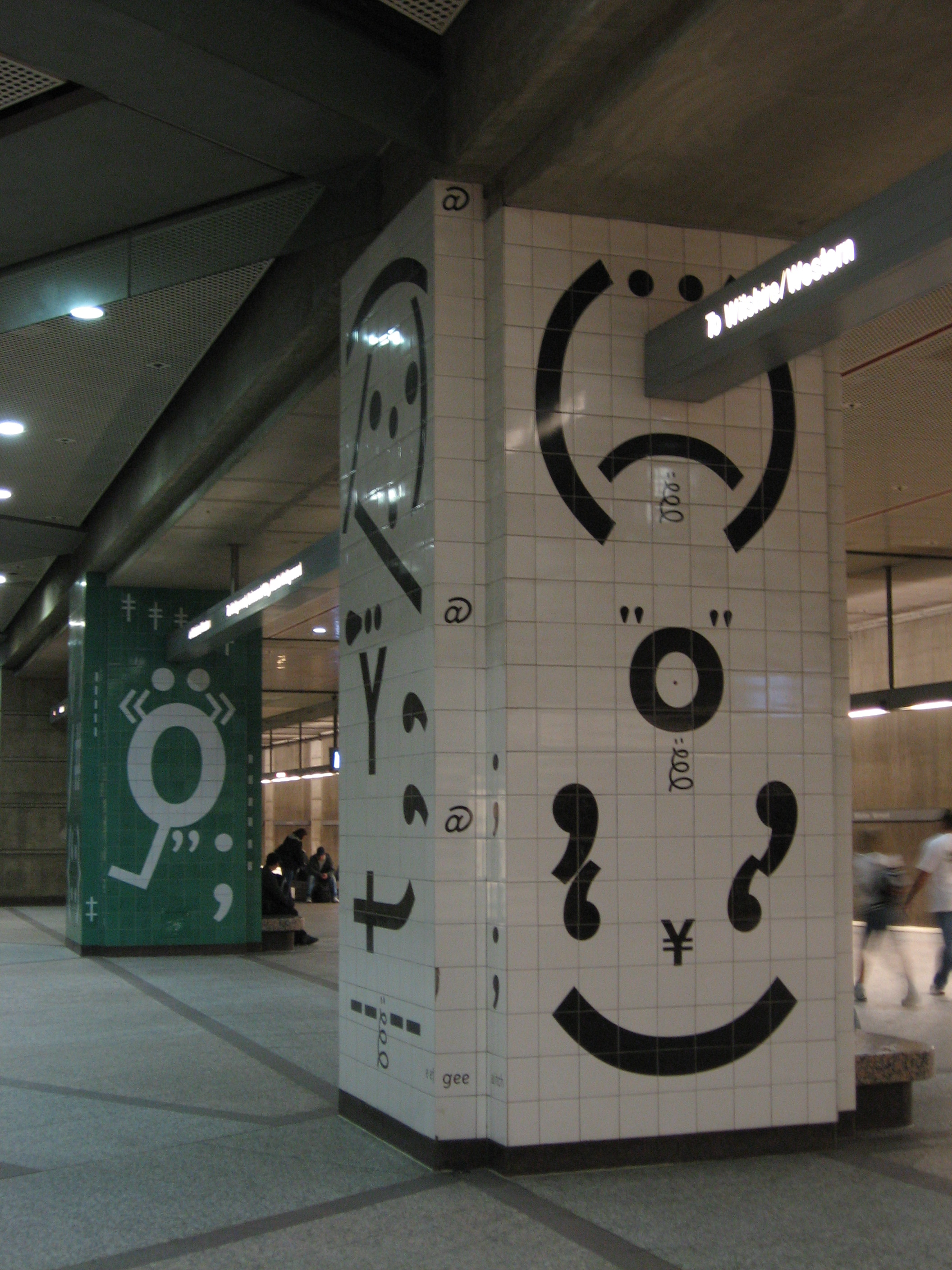